# André Wohllebe
André Gerhard Wohllebe (Berlino Est, 9 gennaio 1962 – Berlino, 29 dicembre 2014) è stato un canoista tedesco.
Ha vinto una medaglia d'oro nel K4 1000 m a Barcellona 1992 e due di bronzo a Seul 1988.

## Palmarès
- Giochi olimpici
  - Seul 1988: bronzo nel K1 1000 m e K4 1000 m.
  - Barcellona 1992: oro nel K4 1000 m.

- Mondiali
  - 1981: bronzo nel K4 500 m.
  - 1983: oro nel K2 500 m e K2 1000 m.
  - 1985: oro nel K4 500 m e bronzo nel K4 1000 m.
  - 1986: oro nel K4 500 m e argento nel K2 1000 m.
  - 1989: bronzo nel K4 1000 m.
  - 1990: argento nel K4 500 m e bronzo nel K4 1000 m.
  - 1991: oro nel K4 500 m e K4 10000 m, argento nel K4 1000 m.
  - 1993: oro nel K4 1000 m e K4 10000 m, argento nel K4 500 m.
  - 1994: bronzo nel K4 1000 m.
  - 1995: bronzo nel K4 200 m.